# 1375
1375 (MCCCLXXV) je bilo navadno leto, ki se je po julijanskem koledarju začelo na ponedeljek.

## Dogodki
- Mameluki zavzamejo Armenijo.

## Rojstva
Neznan datum
- Nicolas Grenon, francoski skladatelj († 1456)

## Smrti
- 20. januar - Jakob IV., majorški kralj, ahajski knez (* 1336)
- 16. april - John Hastings, angleški plemič, 2. grof Pembroke (* 1347)
- 13. maj - Štefan II. Wittelsbaški, bavarski vojvoda (* 1319)
- 16. maj - Liu Ji, kitajski filozof, državnik, pesnik (* 1311)
- 16. oktober - Paolo Alboino della Scala, vladar Verone (* 1343)
- 19. oktober - Cansignorio della Scala, vladar Verone (* 1340)
- 24. oktober - Valdemar IV., danski kralj (* 1320)
- 12. november - Ivan Henrik Luksemburški, tirolski grof, moravski mejni grof (* 1322)
- 21. december - Giovanni Boccaccio, italijanski pesnik, pisatelj, humanist (* 1313)

Neznan datum
- Eleanora Sicilska, aragonska kraljica (* 1325)
- Ibn aš-Šatir, arabski astronom, matematik, inženir in izumitelj (* 1304)
- Margaret Drummond, škotska kraljica (* 1340)
- Marijan IV., sardinski vladar Arboreje (* 1317)
- Muhamad Šah I., sultan Sultanata Bahmani
- Tenoč, azteški vladar (* 1299)